# Taula de Maragda

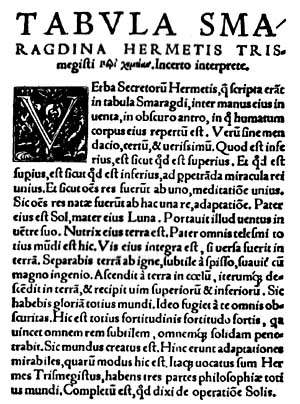
Edició del text en llatí de Chrysogonus Polydorus, Nuremberg 1541.

La Taula de Maragda és un text, atribuït al mític Hermes Trismegist, de caràcter curt i críptic, amb el propòsit de revelar el secret de la substància primordial i les seves transmutacions. Fins al segle xx les fonts més antigues conegudes eren manuscrits medievals, però investigacions posteriors han trobat predecessors aràbics En Kitab Sirr al-Khaliqa wa Sanat al-Tabia (c. 650 dC), Kitab Sirr al-Rostir (c. 800 dC), Kitab Ustuqus al-USS al-Thani (segle xii), i Secretum secretorum (c. 1140).

## Propòsit de la Taula
En la Taula està condensat o resumit tot l'art de la Gran Obra, objectiu principal de l'Alquímia.
L'Alquímia és l'art del perfeccionament i la Gran Obra implica el seu compliment, la perfecció. La Taula conté en les seves poques línies el secret de la Gran Obra, és un passatge directe per a la perfecció.
Aquest missatge és expressat de manera simbòlica, la seva sola lectura no revela el seu significat. L'accés a la Gran Obra requereix transcendir la nostra limitació racional, i per això a tot alquimista li comporta una transmutació personal paral·lela que li permeti accedir al llenguatge del Símbol. El Tot, l'U, només s'expressa simbòlicament, sent necessari l'aprenentatge en l'hermenèutica del Símbol. Si no és així, la seva sola simplicitat generarà incredulitat. La Raó espera complexitat davant del complex, mentre l'Un, l'Ouroboros, es descobreix davant la simplicitat d'una altra lectura, d'un altre llenguatge. En definitiva, l'expressió críptica de la Taula no és intencional sinó que requereix la persona adequada, capacitada per a la Gran Obra.

## Anàlisi Filosòfica

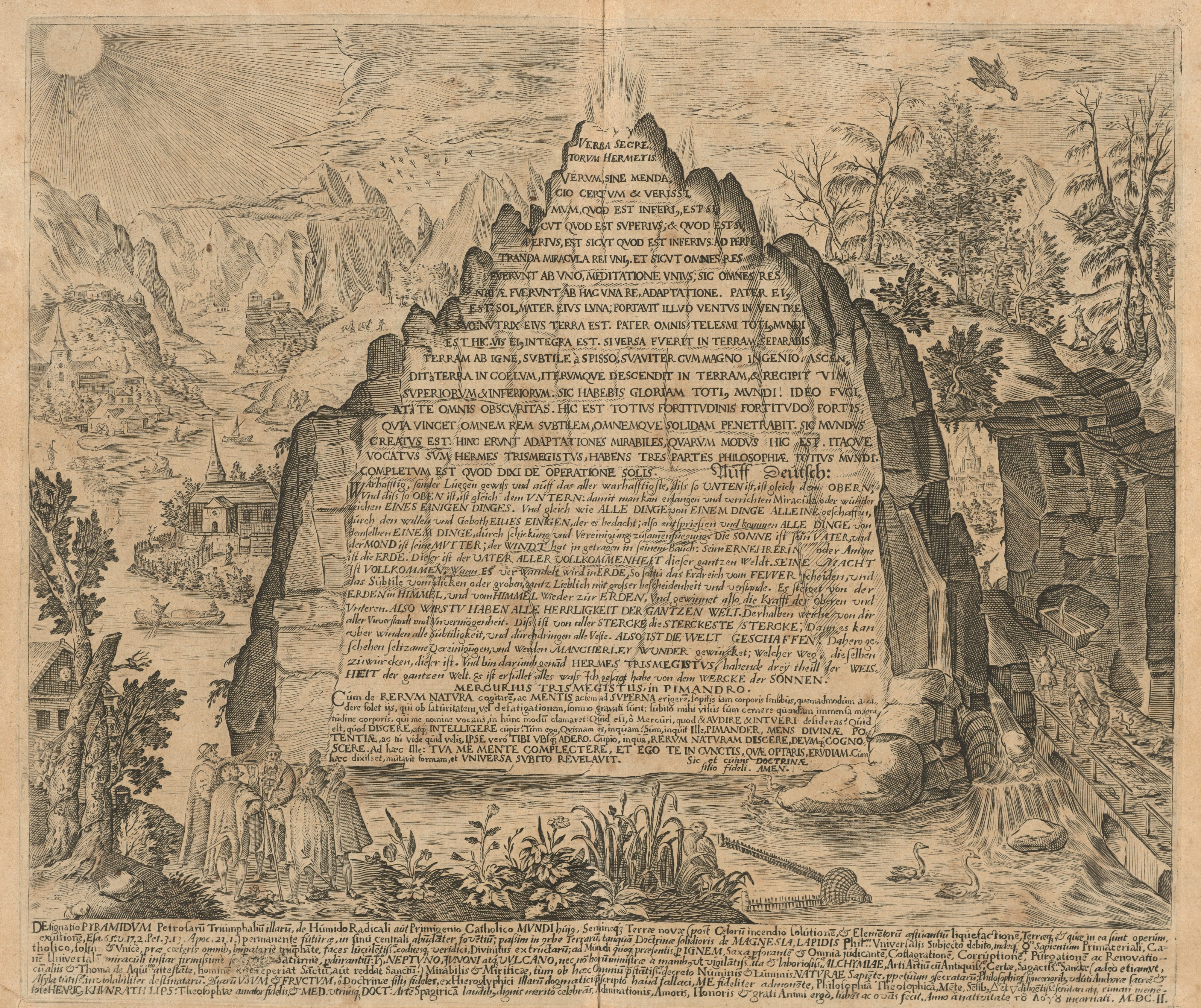
Taula de Maragda

La Taula de Maragda veu reflectida la seva essència en el fonament ontològic últim de la Filosofia, a la finalitat del Ser. Advertit l'ésser humà de la seva carència i limitació vitals, es proveeix d'un acostament perpetu a la possibilitat del transcendent, l'etern. Eternitat en la recerca de l'absolut, aquella resposta que satisfaci el limitant i abraci a l'Univers. Sacietat de la in-conformitat terrestre a través de la trobada amb l'essència de l'U, del Tot, per poder ingressar-hi, per formar part d'ell. En definitiva, arribar a Ser la Totalitat que ja s'és. La Taula de Maragda és una via directa per a aquesta finalitat, aquell que l'entengui té l'accés directe al Tot, a Un, a l'Univers, al Ouroboros.
Tant la Ciència com la Filosofia s'originen albirant a l'horitzó la resposta a la pregunta per l'Un, la Filosofia de la Ciència té com a propòsit respondre a aquesta pregunta fonamental. Si bé la Taula comporta una necessària tendència Holística ja oblidada en el transcurs de la història, que contrasta amb una marcada dissociació en la metodologia del saber contemporani, més fonamentada en una unidireccionalitat nihilista que en una integració de tots els oposats de l'existència.

## Contingut
Preceptes d'Hermes Trismegist:
I. El que dic no és fictici, sinó digne de crèdit i cert.
II. El que està més avall és com el que és a dalt, i el que és a dalt és com el que està sota. Actuen per complir els prodigis de l'U.
III. Com totes les coses van ser creades per la Paraula de l'Ésser, així totes les coses van ser creades a imatge de l'U.
IV. El seu pare és el Sol i la seva mare la Lluna. El vent el porta al seu ventre. La seva dida és la Terra.
V. És el pare de la Perfecció arreu del món.
VI. El seu poder és fort si es transforma en Terra.
VII. Separa la Terra del Foc, el subtil del bast, però sigues prudent i circumspecte quan ho facis.
VIII. Sense ment per complet i puja de la Terra al Cel, i, després, novament descendeix a la Terra i combina els poders del que és a dalt i el que està sota. Així guanyaràs glòria en el món sencer, i la foscor sortirà de tu d'una vegada.
IX. Això té més virtut que la Virtut mateixa, perquè controla totes les coses subtils i penetra en totes les coses sòlides.
X. Aquest és la manera en què el món va ser creat.
XI. Aquest és l'origen dels prodigis que es troben aquí [¿o, que s'han dut a terme ?].
XII. Això és pel que sóc anomenat Hermes Trismegist, perquè tinc les tres parts de la filosofia còsmica.
XIII. El que vaig haver de dir sobre el funcionament del Sol ha conclòs.